# Tigar Tyres
«Тигар» — производитель шин в Сербии. Корпоративный центр находится в городе Пирот.

## История

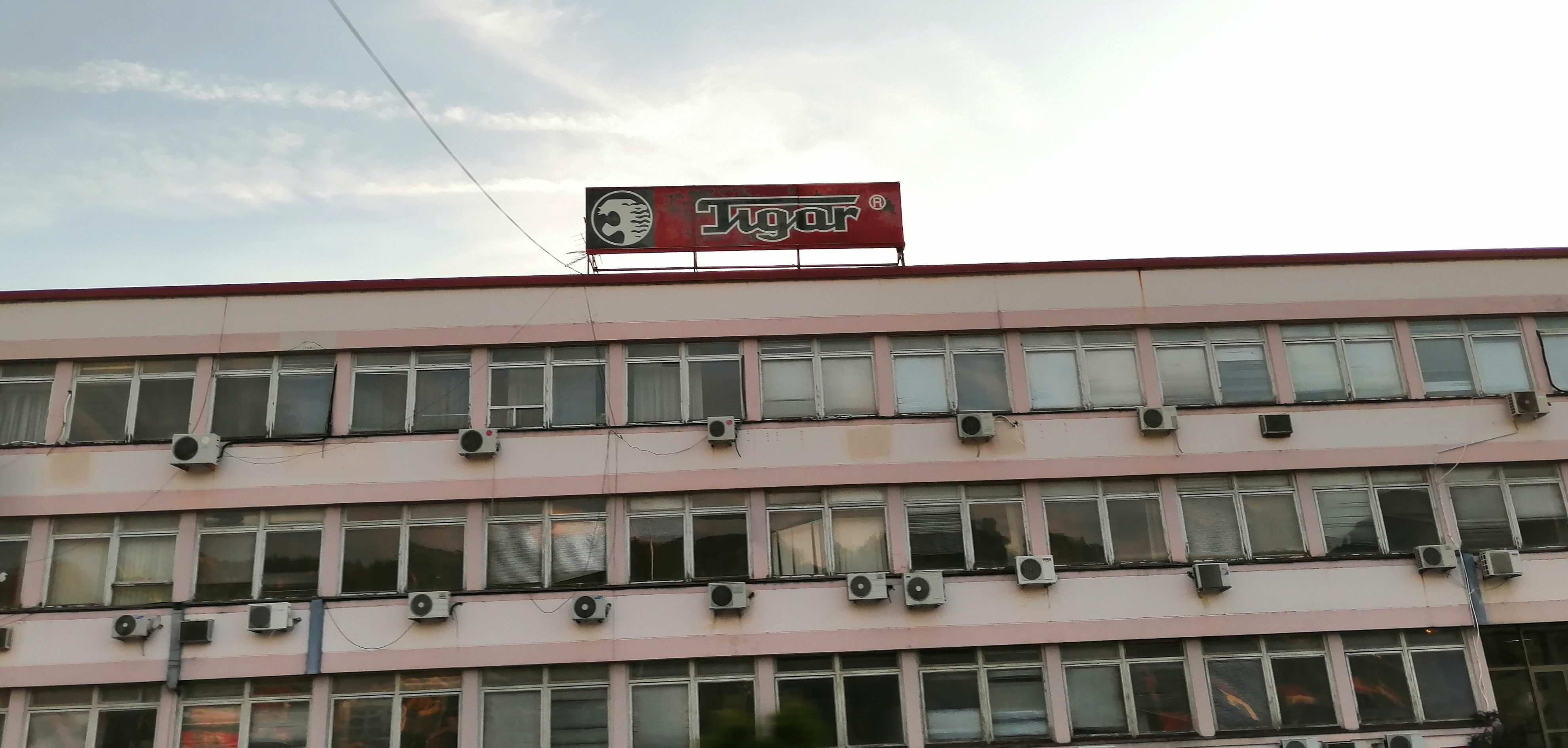
Фабрика

Компания была основана в 1935 году в Пироте как мастерская по производству резиновых изделий и всех видов обуви.
Производство шин началось в 1959 году.

### СМИ о компании
- https://rus-avtomir.ru/fabricator/tigar